# Llengua polisintètica
Les llengües polisintétiques són llengües aglutinants en grau superlatiu. O sigui, llengües en què les paraules estan compostes per molts morfemes. Una llengua sintètica té més d'un morfema per paraula, la qual cosa ocorre en la major part de les llengües. Però una llengua polisintética té tal grau d'unió morfològica, que normalment s'emplea per expressar que es produeix, en certa forma, la incorporació, tal com la unió de verbs i noms en una mateixa paraula. Almenys, el nombre, la persona i tipus de substantiu tant del subjecte com del complement directe estan marcats en el verb d'alguna forma, la qual cosa permet que l'ordre de les paraules sigui molt lliure.

## Exemples de llengües polisintètiques
Moltes llengües indígenes americanes (ameríndies), les llengües esquimals i diverses llengües paleosiberianes són exemples de llengües polisintètiques. A Amèrica del Sud hi destaquen les llengües arawak com a exemple de llengües típicament polisintètiques. A continuació es mostra l'alt grau de polisíntesi de l'amuesha (AM, arawak meridional) i del tariana (TA, arawak septentrional), llengües en què poden donar-se "paraules" que es tradueixen per una oració completa:
(1a) Ø-omaz-amy-eʔt-ampy-es-y-es-n-eˑn-a
3SG-anar.riu.a.baix-DISTR-EPENT-DAT-EPENT-PL-EPENT-?-PROG-REFL
«Anaven anant riu avall en canoa a última hora de la tarda detenint-se al llarg del camí»
[AM, Wise 1986:582]
(1b) na-mat͡ʃi-ka-i-ya-kaka-tha-sina-bala
3PL-ser.dolent-TEM-CAUS1-CAUS2-RECIP-FRUSTRATIU-PASSAT0.REMOT-LOC
«S'han transformat l'un a l'altre en quelcom ubic, tot i que en va»
[TA, Wise 1986:582]
Algunes llengües de signes tenen característiques d'aquest tipus. Per exemple, en la Llengua de Signes Argentina, les arrels d'inclusió numeral inclouen nombres als signes ('dos-any(s)', 'tres-setmane(s)') i en totes les expressions idiomàtiques on amb un sol senyal es pugui dir «vaig a la casa teva»...